# Big TV!
Big TV! ist der Name einer britischen Filmproduktionsgesellschaft, die von den Regisseuren Andrew „Andy“ Delaney (* 11. September 1962) und Monty Whitebloom gegründet wurde.

## Wirken
Bekannt ist das Unternehmen Big TV! vor allem für seine zahlreichen Musikvideos, darunter den bei den MTV Video Music Awards 1999 mit vier Preisen (u. a. Video of the Year) ausgezeichneten Videoclip zum Song Doo Wop (That Thing) der US-Rapperin Lauryn Hill. Weitere VMA-Nominierungen erhielt bereits 1991 das von Big TV! inszenierte Video Crazy von Seal.
Ihr Musikvideo zu Famine von Sinéad O’Connor wurde 1996 für einen Grammy in der Kategorie Best Music Video nominiert, musste sich jedoch Mark Romaneks Clip zu Scream von Michael und Janet Jackson geschlagen geben.
Neben Musikvideos drehen Big TV! auch Werbespots, in der Vergangenheit unter anderem für Axa, Eurostar, Ford, Reebok, Subaru und für den IOC.
Monty Whitebloom schrieb außerdem das Drehbuch zum Kurzfilm Polarbearman für SOS Live Earth und führte gemeinsam mit Andy Delaney Regie. Der Film wurde für die Kurzfilmpreise Eurobest und Epica nominiert.
2015 drehten Delaney und Whitebloom mit der Independent-Dramödie Love is Blind ihren ersten Spielfilm. Er wurde jedoch erst 2019 auf Amazon Prime veröffentlicht.

## Filmografie

### Spielfilme
- 2019: Love is Blind

### Kurzfilme
- 2008: Polarbearman
- 2014: Coffee Cup Stories
- 2015: Lexicon
- 2019: Christmas Spirit

### Musikvideos
- 1986: New Order – State of the Nation
- 1988: Coldcut feat. Yazz and the Plastic Population – Doctorin’ the House
- 1988: Yazz and the Plastic Population – The Only Way Is Up
- 1988: Spandau Ballet – Raw
- 1988: Bananarama – Love, Truth and Honesty
- 1989: The Beloved – Your Love Takes Me Higher
- 1989: Coldcut feat. Lisa Stansfield – People Hold On
- 1989: Coldcut feat. Lisa Stansfield – My Telephone
- 1989: Soul II Soul – Back to Life (However Do You Want Me)
- 1989: Soul II Soul – Jazzie’s Groove
- 1989: Soul II Soul – Get a Life
- 1989: Lisa Stansfield – This Is the Right Time (UK version)
- 1989: Ryuichi Sakamoto feat. Jill Jones – You Do Me
- 1990: Soul II Soul – A Dream’s a Dream
- 1990: Soul II Soul – Missing You
- 1990: The Beloved – Hello
- 1990: Duran Duran – Violence of Summer
- 1990: Duran Duran – Serious
- 1990: Ryuichi Sakamoto feat. Robert Wyatt and Brian Wilson – We Love You
- 1990: Seal – Crazy
- 1991: Paula Abdul – The Promise of a New Day
- 1991: Paula Abdul – Blowing Kisses in the Wind
- 1992: Paula Abdul – Will You Marry Me?
- 1992: 10,000 Maniacs – These Are Days
- 1992: Ephraim Lewis – It Can’t Be Forever
- 1992: After 7 – Baby, I’m for Real
- 1993: Terence Trent D’Arby – Do You Love Me Like You Say?
- 1993: The Beloved – Sweet Harmony
- 1993: The Beloved – You’ve Got Me Thinking
- 1993: Bee Gees – Paying the Price of Love
- 1994: Billy Idol – Speed
- 1994: INXS – The Strangest Party (These Are the Times)
- 1994: Luther Vandross & Mariah Carey – Endless Love
- 1994: Marcella Detroit – I Believe
- 1994: Tori Amos – Cornflake Girl (UK version)
- 1994: Enigma – Age of Loneliness
- 1995: Carleen Anderson – Let It Last
- 1995: Sinéad O’Connor – Famine
- 1996: The Longpigs – On and On (US version)
- 1996: The Beloved – Satellite
- 1996: The Beloved – Deliver Me
- 1996: Everything but the Girl – Wrong
- 1996: Spice Girls – 2 Become 1
- 1997: Spice Girls – Mama
- 1997: All Saints – Never Ever (US version)
- 1998: Lauryn Hill – Doo Wop (That Thing)
- 1998: Wallflowers – Three Marlenas
- 1999: George Michael & Mary J. Blige – As
- 1999: Dido – Here With Me (US version)
- 1999: David Gray – Sail Away
- 2000: Leftfield – Swords
- 2000: Macy Gray – Still (version 1)
- 2000: Usher – Pop Ya Collar
- 2001: Natalie Imbruglia – That Day (deleted version)[3]
- 2002: David Gray – The Other Side
- 2003: Siobhán Donaghy – Overrated
- 2004: Maroon 5 – Sunday Morning
- 2005: KT Tunstall – Other Side of the World
- 2005: KT Tunstall – Suddenly I See (version 1)
- 2006: Jesse McCartney – Right Where You Want Me
- 2007: Juliet Richardson – Ride the Pain
- 2007: Paramore – Hallelujah
- 2009: Alesha Dixon – To Love Again
- 2012: Matchbox Twenty – Overjoyed
- 2013: Biffy Clyro – Black Chandelier
- 2014: David Gray – Back in the World